# گای کوردون
گای کوردون (به انگلیسی: Guy F. Cordon) سناتور سابق عضو حزب جمهوری‌خواه ایالات متحده آمریکا بود. وی در سال ۱۹۴۴ تا ۱۹۵۵ میلادی سناتور ایالت اورگن در سنای ایالات متحده آمریکا بود.